# 塔拉拉伊夫卡
50°50′14″N 33°8′27″E / 50.83722°N 33.14083°E

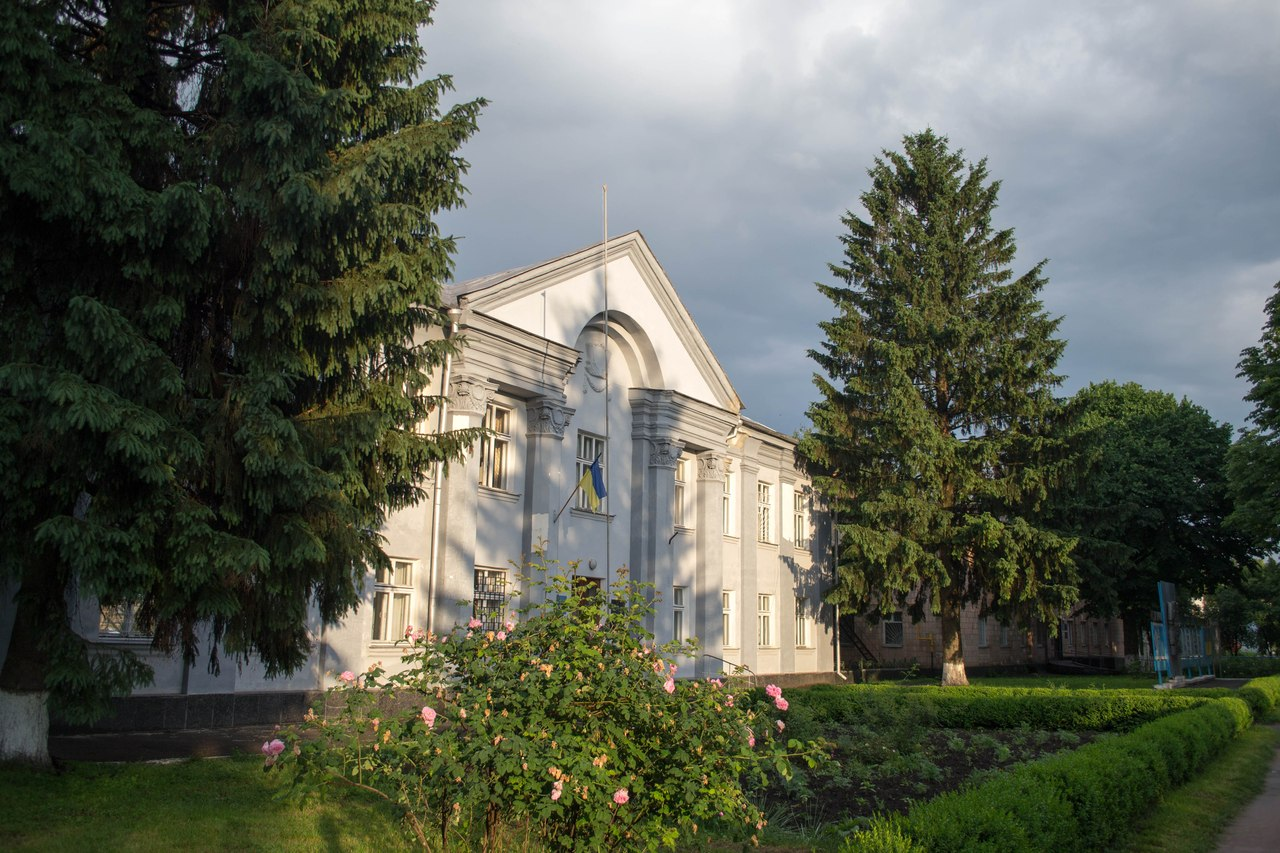
市政楼

塔拉拉伊夫卡（烏克蘭語：Талалаївка），是烏克蘭北部切爾尼戈夫州普里盧基區塔拉拉伊夫卡市镇内的市級鎮及其行政中心。曾是原塔拉拉伊夫卡區的区府。面積8.96平方公里，2024年人口1,800，人口密度每平方公里580.36人。